# 余完
余完（1448年—？），字宗美，福建福州府侯官縣人，明朝政治人物。

## 生平
成化七年（1471年）辛卯科福建鄉試舉人，十四年（1478年）戊戌科三甲第七名進士。任常山縣知縣，官至戶部員外郎。

## 家族
曾祖余闻。父余晏。前母孫氏，母梁氏。永感下。